# Milaan-San Remo 1972
De wielerwedstrijd Milaan-San Remo 1972 werd gereden op 19 maart. Het parcours van deze 63e editie was 288 kilometer lang.  De winnaar legde de afstand af in 6u 33min 32sec. Eddy Merckx won solo voor de Italianen Gianni Motta en Marino Basso.

## Deelnemende ploegen
| Deelnemende ploegen | Deelnemende ploegen | Deelnemende ploegen | Deelnemende ploegen  |
| ------------------- | ------------------- | ------------------- | -------------------- |
| Molteni             | Ferretti            | Salvarani           | Watney-Avia          |
| Rokado              | Scic                | KAS-Kaskol          | Flandria-Beaulieu    |
| GBC-Sony            | Dreher              | Sonolor             | Van Cauter-Magniflex |
| Goldor-Ijsboerke    | Werner              | Filotex             | Peugeot-BP-Michelin  |
| Zonca               | Bic                 |                     |                      |

## Uitslag
| Milaan–San Remo 1972 |                      |                      |          |
| Plaats               | Naam                 | Ploeg                | Tijd     |
| Winnaar              | Eddy Merckx          | Molteni              | 6u33'32" |
| 2                    | Gianni Motta         | Ferretti             | +9"      |
| 3                    | Marino Basso         | Salvarani            | z.t.     |
| 4                    | Frans Verbeeck       | Watney-Avia          | z.t.     |
| 5                    | Rolf Wolfshohl       | Rokado               | z.t.     |
| 6                    | Michele Dancelli     | Scic                 | z.t.     |
| 7                    | Domingo Perurena     | KAS-Kaskol           | z.t.     |
| 8                    | André Dierickx       | Flandria-Beaulieu    | z.t.     |
| 9                    | Gösta Pettersson     | Ferretti             | z.t.     |
| 10                   | Tomas Pettersson     | Ferretti             | z.t.     |
| 11                   | Aldo Moser           | GBC-Sony             | z.t.     |
| 12                   | Roger De Vlaeminck   | Dreher               | z.t.     |
| 13                   | Gerben Karstens      | Rokado               | +21"     |
| 14                   | Rik Van Linden       | Van Cauter-Magniflex | z.t.     |
| 15                   | Miguel Maria Lasa    | KAS-Kaskol           | z.t.     |
| 16                   | Daniel Van Ryckeghem | Sonolor              | z.t.     |
| 17                   | Guido Reybrouck      | Salvarani            | z.t.     |
| 18                   | Emile Bodart         | Watney-Avia          | z.t.     |
| 19                   | Willy Planckaert     | Goldor-IJsboerke     | z.t.     |
| 20                   | Noel Van Clooster    | Watney-Avia          | z.t.     |

1907 · 1908 · 1909 · 1910 · 1911 · 1912 · 1913 · 1914 · 1915 · 1916 · 1917 · 1918 · 1919 · 1920 · 1921 · 1922 · 1923 · 1924 · 1925 · 1926 · 1927 · 1928 · 1929 · 1930 · 1931 · 1932 · 1933 · 1934 · 1935 · 1936 · 1937 · 1938 · 1939 · 1940 · 1941 · 1942 · 1943 · 1944 · 1945 · 1946 · 1947 · 1948 · 1949 · 1950 · 1951 · 1952 · 1953 · 1954 · 1955 · 1956 · 1957 · 1958 · 1959 · 1960 · 1961 · 1962 · 1963 · 1964 · 1965 · 1966 · 1967 · 1968 · 1969 · 1970 · 1971 · 1972 · 1973 · 1974 · 1975 · 1976 · 1977 · 1978 · 1979 · 1980 · 1981 · 1982 · 1983 · 1984 · 1985 · 1986 · 1987 · 1988 · 1989 · 1990 · 1991 · 1992 · 1993 · 1994 · 1995 · 1996 · 1997 · 1998 · 1999 · 2000 · 2001 · 2002 · 2003 · 2004 · 2005 · 2006 · 2007 · 2008 · 2009 · 2010 · 2011 · 2012 · 2013 · 2014 · 2015 · 2016 · 2017 · 2018 · 2019 · 2020 · 2021 · 2022 · 2023 · 2024 · 2025

Lijst van beklimmingen